# 2569 Madeline
2569 Madeline eller 1980 MA är en asteroid i huvudbältet som upptäcktes den 18 juni 1980 av den amerikanske astronomen Edward L.G. Bowell vid Anderson Mesa Station. Den är uppkallad efter en av poeten John Keats karaktärer.
Asteroiden har en diameter på ungefär 26 kilometer.